# Phoroncidia saboya
Phoroncidia saboya är en spindelart som beskrevs av Claude Lévi 1964. Phoroncidia saboya ingår i släktet Phoroncidia och familjen klotspindlar.
Artens utbredningsområde är Colombia. Inga underarter finns listade i Catalogue of Life.